# جان مانديل
جان مانديل (بالألمانية: Jean Mandel)‏ هو لاعب كرة قدم وسياسي ألماني، ولد في 20 سبتمبر 1911 في فورت في ألمانيا، وتوفي في 25 ديسمبر 1974 في بيرنريد في ألمانيا. انتخب عضو مجلس الشيوخ ولاية بافاريا.